# Venbergen
Venbergen is een landgoed en buurtschap bij Valkenswaard en is tegenwoordig vanwege haar watermolen en ligging aan het natuurreservaat de Malpie een toeristische trekpleister.

## Etymologie
Venbergen is het oudst vermelde toponiem van de gemeente Valkenswaard. Oorspronkelijk verklaard naar de “vennen” en “bergen” die in en bij het goed gelegen zijn. Aan de hand van de archieven is echter ook een andere uitleg plausibel. De originele oorkonde van de Hertog van Brabant uit gegeven in Turnhout in 1227 vermeld: ”terciam partem molendini de vinnberga.” In de 14e eeuw is er sprake van druiventeelt in deze omgeving omdat diverse “vinario” in het cijnsboek van de Hertog vermeld worden. Gekeken naar de hedendaagse druiventeelt worden druivenranken bij voorkeur tegen een helling van de berg geplant. In Venbergen betekende dit dat de druiven op de zandverstuivingen werden geplant om optimaal te kunnen profiteren van de zon. Het woord "ven" verwijst daarmee niet naar de aanwezige vennen, maar is afkomstig van "vin" dat "wijn" betekent. Het is niet onwaarschijnlijk dat de abdij van Postel een deel van de geproduceerde wijn af nam.

## Geschiedenis
Venbergen was voor 1227 een landgoed van de hertog van Brabant dat deel uitmaakte van de Eninge der Kempen. In de oorkonde van Hendrik I in 1227 staat vermeld dat de molen in leen werd gehouden door Gerardus van Eijke. Dit betekent niet dat daarmee heel het landgoed door hem in leen werd gehouden. De wijngaard (vinario) is in leen gehouden door Godefridus van Dommellen.
De aanwezigheid van de Watermolen en met behulp van de abdij van Postel werden rond de 14e - 15e een tweetal ontginnigsprojecten opgezet. Naast de Zeelberg werd in de nabijheid van de watermolen het gehucht de Deelshurk ontgonnen. Dit gehucht, dat op zijn hoogtepunt rond 1800 zo'n 10 à 12 boerderijen omvatte, centreert zich rond het plein "de Swalp".
Ten tijde van de Tachtigjarige Oorlog werd bij Venbergen de "De schans van Weert" gebouwd. Deze schans moest de inwoners van Valkenswaard bescherming bieden tegen het oorlogsgeweld.
Dorpen: Borkel · Dommelen · Schaft · Valkenswaard

Buurtschappen: Achterste Brug · Deelshurk · De Kapel · Heuvel · Hoek · Hoeve · Keersop · Venbergen · Voorste Brug · Zeelberg

Noord-Brabant: Steden en dorpen      Nederland: Provincies · Gemeenten